# 알렉스 바에나
알레한드로 "알렉스" 바에나 로드리게스(스페인어: Alejandro "Álex" Baena Rodríguez, 2001년 7월 20일 ~ )는 스페인의 축구 선수이다. 그의 포지션은 공격형 미드필더 또는 왼쪽 윙어로, 현재 라리가의 아틀레티코 마드리드에서 활약하고 있다.

## 클럽 경력
안달루시아, 알메리아 로케타스데마르에서 태어난 바에나는 2011년 CD 로케타스에서 비야레알 CF 유소년 팀으로 이적했다. 2018년 12월 21일, 그는 2-0으로 이긴 UD 라요 이벤세와의 테르세라 디비시온 홈경기에서 후반전에 교체 투입되어 C 팀 소속으로 성인 무대 데뷔전을 치렀다.
세군다 디비시온 B 2019-20 시즌을 앞두고, 바에나는 세군다 디비시온 B의 리저브 팀으로 배정되었고, 2019년 9월 14일, 3-0으로 이긴 UE 바야고스테라와의 경기에서 선발 출전하며 데뷔전을 치렀다. 이듬해 7월 13일, 그는 2-1로 패한 레알 소시에다드와의 홈경기에서 유소년 팀 졸업생 마누 트리게로스와 교체 투입되어 1군과 라리가 데뷔전을 치렀다.
2020년 11월 5일, 바에나는 4-0으로 이긴 마카비 텔아비브 FC와의 UEFA 유로파리그 홈경기에서 팀의 3번째 골을 넣으며 프로 데뷔골을 기록했다. 7일 후, 그는 2025년까지 재계약을 맺었다.
2021년 8월 19일, 바에나는 세군다 디비시온의 지로나 FC로 1년 임대 이적했다. 카탈루냐 연고팀 지로나 임대 선수로 라리가 승격 플레이오프에서 선발 선수로 활약한 후 시즌을 마치고 노란 잠수함으로 돌아온 그는 2022년 8월 13일, 3-0으로 이긴 레알 바야돌리드와의 원정 경기에서 멀티골을 기록했다.
2022년 8월 26일, 바에나와 팀 동료 니콜라 작송은 1군으로 완전 승격되었다.

## 국가대표팀 경력
바에나는 스페인 U-16, U-17, U-18, U-19, U-20, U-21 연령별 대표팀을 거쳤으며 2018년 UEFA U-17 축구 선수권 대회에 참가했다.
2023년 8월, 바에나는 루이스 데 라 푸엔테 감독에 의해 조지아와 키프로스와의 UEFA 유로 2024 예선 2경기를 앞두고 처음으로 스페인 성인 대표팀에 차출되었다. 바에나는 6-0으로 이긴 키프로스와의 경기에서 스페인 축구 국가대표팀 데뷔전을 치렀으며 데뷔골 또한 기록했다.

## 수상 내역
비야레알
- UEFA 유로파리그: 2020–21[11]

#### 스페인
- UEFA 유로 : 2024
- 올림픽 금메달 : 2024

### 개인
- 라리가 도움왕 : 2023-24
- 라리가 시즌의 팀 : 2024-25